# German Sport Guns

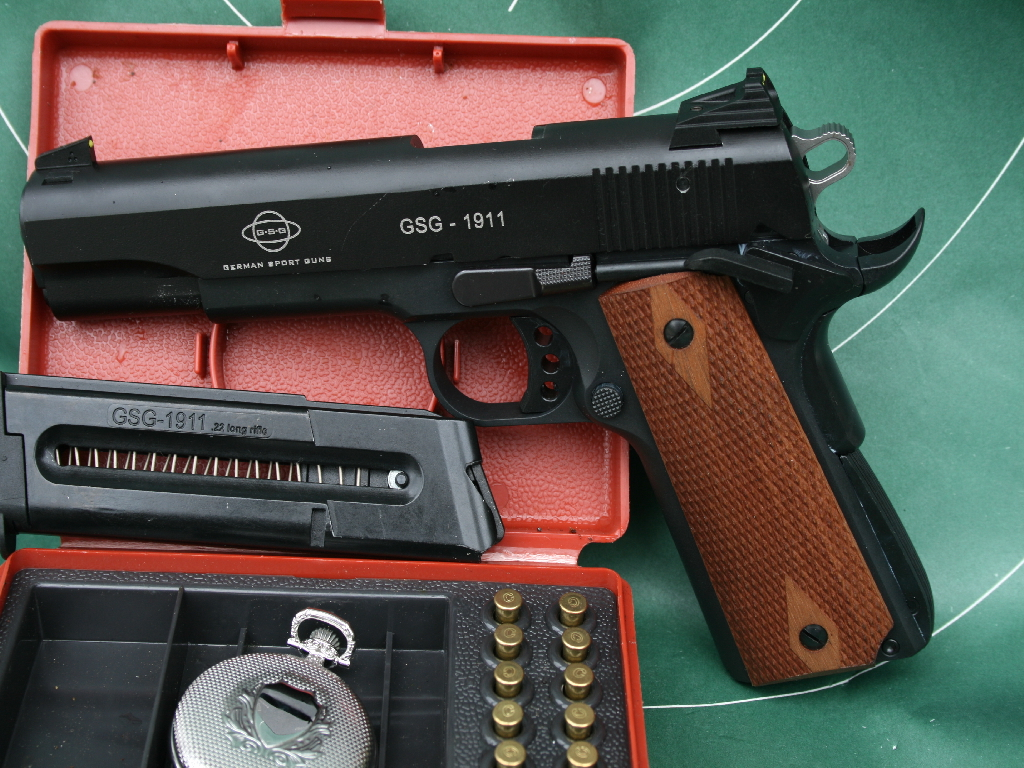
Eine GSG 1911 im Kleinkaliber .22

Die German Sport Guns GmbH (kurz: GSG) ist ein deutscher Hersteller und Händler von Feuerwaffen und Druckluftwaffen sowie Outdoor-Produkten wie Schleudern, Ferngläsern und Entfernungsmessern. Das Unternehmen ist seit 2013 eine Teilgesellschaft der L & O Holding, zu welcher auch zahlreiche weitere Waffenhersteller gehören. Am Hauptsitz des Unternehmens im nordrhein-westfälischen Ense werden hauptsächlich höherpreisige Modelle gebaut, während Produkte der unteren Preisklasse meist importiert und weiterverkauft werden. Entwicklungsleistungen werden meist selbst erbracht oder aus der Firmengruppe bezogen.

## Geschichte
Das Unternehmen wurde im Juli 2002 von ehemaligen Umarex-Mitarbeitern gegründet, mit dem Ziel Entwicklung, Produktion und Vertrieb sogenannter „freier Waffen“ (Waffen die in Deutschland ohne Waffenbesitzkarte erworben werden können) zu betreiben. Nachdem zunächst Softairwaffen aus Asien importiert wurden, erhielt GSG 2003 den ersten Auftrag zur Entwicklung einer Luftpistole durch Gamo.
Ebenfalls 2003 wurde der Auftrag erteilt, für das spätere Schwesterunternehmen SIG Sauer GmbH & Co. KG die Kleinkaliberpistole SIG Sauer Mosquito zu entwickeln und zu produzieren. GSG expandierte damit in den Bereich der scharfen Waffen.
2008 wurde mit der GSG-5, eine Nachbildung der HK MP5 im Kaliber .22 lfB, die erste eigene scharfe Langwaffe auf den Markt gebracht. Damit folgte ab 2011 ein, über Jahre andauernden, Rechtsstreit mit Heckler & Koch (H&K). Die Unternehmen verklagten gegenseitig auf Schadensersatz in Millionenhöhe. H&K beklagte die mutmaßliche Verletzung ihrer Designrechte, während GSG jeglichen Verstoß gegen existierende Schutzrechte bestritt.
2013 übernahm die L & O Holding die GSG GmbH. Der Rastatter Sportwaffenhersteller Diana, mit dessen Produkten bereits eine olympische Goldmedaille gewonnen wurde, wurde 2014 durch GSG übernommen, der ehemalige Sitz des Unternehmens geschlossen und die Produktion teilweise nach Ense verlagert.
Nachdem 2020 das Schwesterunternehmen SIG Sauer GmbH & Co. KG aufgelöst wurde, übernahm GSG ab 2021 den Import von Produkten des, ebenfalls zur L & O Holding gehörenden, Herstellers SIG Sauer, Inc.